# Barbacenia schidigera
Barbacenia schidigera là một loài thực vật có hoa trong họ Velloziaceae. Loài này được Lem. miêu tả khoa học đầu tiên năm 1852.